# Schöneiche (Zossen)
Schöneiche ist ein Ortsteil der Stadt Zossen im Landkreis Teltow-Fläming (Brandenburg). Bis zur Eingemeindung 2003 in die Stadt Zossen war Schöneiche eine selbständige Gemeinde, die bei ihrer erstmaligen urkundlichen Nennung 1490 zur Herrschaft Zossen, später Amt Zossen gehörte.

## Geographische Lage und Struktur
Das ursprüngliche Kern von Schöneiche liegt ca. 4,3 km vom Zentrum von Zossen entfernt. Die Gemarkung grenzt im Uhrzeigersinn im Norden und Osten an die Gemarkungen von Telz und Gallun (beide Stadt Mittenwalde), im Osten an die Gemarkungen von Kallinchen, Töpchin und Waldstadt (alle drei Stadt Zossen). Der ursprüngliche Kern des Dorfes ist ein Rundling, der gewisse Rückschlüsse auf die Besiedlungsgeschichte zulässt. Der Ort hat sich entlang der L 744 nach Nordwesten und nach Südosten und Osten ausgedehnt. Der Name ist deutscher Herkunft und ist als „Ansiedlung zur schönen Eiche“ zu lesen. In der Nähe des Forsthauses Eiche gibt es den Flurnamen „alt Schöneiche“, aber er könnte möglicherweise auch ein Hinweis auf die ursprüngliche slawische Siedlung sein. Außerdem sind bezüglich der Gemarkung Schöneiche einige slawische Flurnamen überliefert, die ebenfalls auf eine ursprünglich slawische Siedlung in der Gemarkung Schöneiche hindeuten.
1900 umfasste die Gemarkung 1386 ha, im Jahre 1931 waren es 1406 ha vorhanden. Derzeit misst die Gemarkung 1448 ha. Bei der Bodenreform in Deutschland 1945 waren der Gemarkung auch einige Hektar des ehemaligen Truppenübungsgeländes Zossen zugeschlagen worden, das südlich an die Gemarkung angrenzte (heute Gemeindeteil Waldstadt).

## Geschichte

### Frühzeit bis 19. Jahrhundert

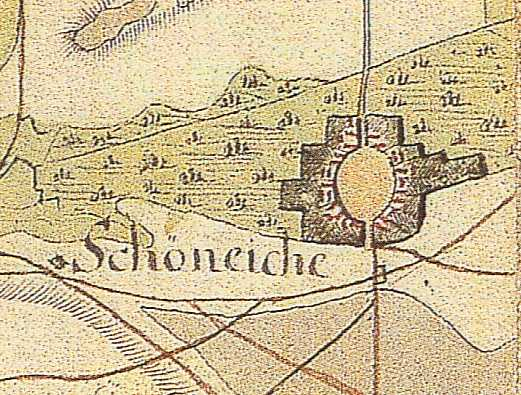
Schöneiche auf der Schmettau’schen Karte von 1767–87

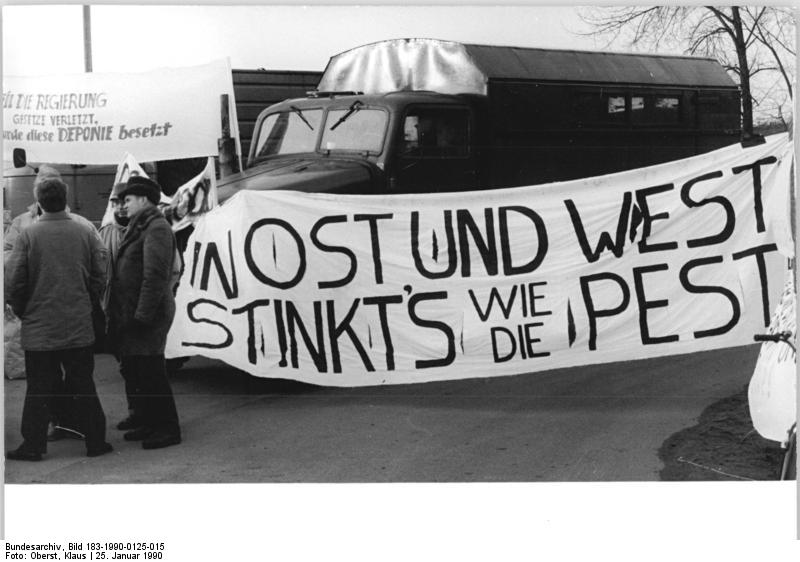
Blockade der Mülldeponie Schöneiche, 1990

Bei archäologischen Grabungen konnten drei Steinbeile sowie mehrere schnurkeramische Scherben sichergestellt werden. Dadurch konnte eine Besiedlung der Region von der Jungsteinzeit bis in die frühe Bronzezeit nachgewiesen werden. Auf Grund der Dorfstruktur eines Rundlings kann – zumindest im Wendland – davon ausgegangen werden, dass die Feldmark im 12. Jahrhundert von slawischen und deutschen Siedlern angelegt, möglicherweise sogar durch Druck oder unter dem Einfluss einer deutschen Grundherrschaft stand.  Rundlinge sind daher eine Form der bäuerlichen Plansiedlung, aber keine ursprünglich slawische Siedlungsform.
Der Ort wird 1490 erstmals urkundlich als „Schoneiche“ erwähnt. Gelegentlich findet sich mit Nennung des Jahres 1433 eine noch frühere Ersterwähnung in der Literatur; diese ist jedoch auf eine Falschdatierung der entsprechenden Urkunde zurückzuführen (vgl. Schlimpert, 1972). Zu diesem Zeitpunkt gehörte Schöneiche zur Herrschaft Zossen, die in diesem Jahr für 16000 rheinische Taler vom brandenburgischen Kurfürsten Johann Cicero an die Familie von Altenow belehnt wurde. 1524 ging der Ort in den Lehnsbesitz von Hans Boß sowie sechs Jahre später in die kurfürstliche Domäne Zossen über. Nach dem Erbregister des Amtes Zossen aus dem Jahr 1583 hatte die Feldmark 17 Hufen die von 16 Bauern bewirtschaftet wurde; der Lehnschulze bewirtschaftete zwei Hufen. Eine Hufe maß etwa 9 ha. Außerdem waren zehn Kossäten im Dorf ansässig, welche die Äcker von 3,5 bis zu 11,5 Morgen bewirtschafteten; diese besaßen zudem Wiesen und Gärten. Das Vorwerk zu Zossen hatte 127 Morgen Acker unter dem Pflug, die im Jahre 1571 „auffm altten Schoneiche“ gerodet worden sind. Der Schuldienst bzw. das Unterrichten der Kinder wurde seit dem Ende des 16. Jahrhunderts meist vom Küster oder den Schneidern des Ortes übernommen. 1742 schenkte Friedrich II. dem Dorf nach langen Verhandlungen ein königliches Landjägerhaus, das fortan als Schule genutzt wurde. 1755 wird erstmals ein Schenkkrug im Schulzengut genannt und 1801 erstmals eine Schmiede. Erst ab 1803 wurden ausgebildete Lehrer für den Schulunterricht eingesetzt. 1825 begann im Zuge der Ablösung der Leibeigenschaft die Abtrennung der Schöneicher Feldmark, die 1846 beendet wurde. Zwischenzeitlich kam es in den Jahren 1838 und 1839 zu je zwei Großbränden mit erheblichem Schaden. 1855 brach erneut ein Feuer aus, dass eine Windmühle zerstörte. 1872/1873 wurde ein neues Schulhaus erbaut; 1892 gründete sich der Männerchor „Eintracht“. Im gleichen Jahr eröffnete Wilhelm Kienbaum sen. einen Gasthof auf der Dorfaue.

### 20. und 21. Jahrhundert
Bereits ab 1909 wurde der Truppenübungsplatz östlich und südöstlich von Zossen angelegt. Auch Teile der Gemarkung Schöneiche wurden vom Militärfiskus aufgekauft und zum Truppenübungsplatz geschlagen. 1914 erhielt mit Albert Puhlmann ein weiterer Einwohner eine Schankkonzession, der daraufhin im Schützenhaus eine Gaststätte betrieb. 1920 errichtete die Gemeinde zum Gedenken an die Gefallenen aus dem Ersten Weltkrieg ein Denkmal auf der Dorfaue. 1928 eröffnete die Bäckerei Thiele; 1933 gründete sich die Freiwillige Feuerwehr. Im Zweiten Weltkrieg wurden am 16. Januar 1943 über Schöneiche zahlreiche Brandbomben abgeworfen, die mehrere Gebäude zerstörten. Kurz vor Ende des Krieges fallen am 22. April 1945 im Volkssturm insgesamt 21 von 22 Jungen im Alter von 15 und 16 Jahren.
1950 gründete sich die Sportgemeinschaft Schöneiche; sieben Jahre später der Männerchor Eintracht. 1961 kamen der Frauenchor Melodie sowie ein Anglerverein hinzu. 1972 schloss die Schule und die Kinder gingen in Zossen zur Schule. Zum kulturellen Angebot gesellte sich 1980 ein Karnevalsclub hinzu. 1984 wurde ein neuer Kindergarten eröffnet. 2003 wurde Schöneiche nach Zossen eingemeindet. 2006 feierten die Einwohner am 9. September ein Kreiserntefest. 2009 schloss die Bäckerei im Ort. 2012 errichtete die Freiwillige Feuerwehr ein neues Gebäude, das auch mehrere Dorfgemeinschaftsräume umfasst. 2014 entstand eine Dokumentation des rbb, bei dem Redakteure einige Bürger Schöneiches bei ihren Arbeiten in den Höfen und Gärten begleitete. Der Ortsteil trägt seither den Zusatz „Vitamine-Dorf“. 2018 fand erneut das Kreiserntefest im Ort statt.

## Schöneicher Plan

### Ziegeleien
Auf dem Schöneicher Plan, einem Gelände nordöstlich des Dorfes, wurde ab 1825 Ton abgebaut. 1860 gab es zehn Ziegeleien mit zwölf Brennöfen auf dem Schöneicher Plan. Während des Ersten Weltkriegs kam die Ziegelproduktion zum Erliegen und die Gruben liefen voll Wasser.

### Mülldeponie
In den 1920er Jahren begannen Arbeiter damit, die Gruben mit Müll aus Berlin zu befüllen. Nach der deutschen Teilung wurde 1972 eine Vereinbarung über die Verbringung von Westberliner Müll nach Schöneiche geschlossen; die Koko unter Alexander Schalck-Golodkowski konnte bis 1990 870 Millionen Westmark einnehmen. Von 1974 bis 1994 wurden insgesamt 5 Millionen Tonnen Müll aus West-Berlin in der Müllkippe Schöneiche abgelagert. Nach der Wende kam es zu Protesten gegen diese Mülltransporte wegen Geruchsbelästigungen, so dass der Transport ab 1995 von offenen Waggons auf Presscontainerwaggons umgestellt wurde. Der Deponiebetrieb wurde wegen des Fehlens einer Deponiebasisabdichtung zum 31. Mai 2005 eingestellt.
Die MEAB (Märkische Entsorgungsanlagen-Betriebsgesellschaft mbH) und die Berliner Stadtreinigung betreiben heute Anlagen zwecks Müllverarbeitung auf dem Schöneicher Plan.

### Eisenbahn
Die Rixdorf-Mittenwalder Eisenbahn erbaute 1903 eine Bahnstrecke mit dem Endbahnhof „Schöneicher Plan“, deren Hauptzweck der Transport war – zunächst von Ziegeleiprodukten in Richtung des schnell wachsenden Berlin, später von Müll in die entgegengesetzte Richtung.
Die Bahnstrecke wurde 1945 nach Zossen verlängert, die Gleise wurden kurz darauf wieder abgebaut und 1950 erneut verlegt. Der Personenverkehr, der auf dieser Strecke stets nur eine untergeordnete Bedeutung hatte, wurde 1951 eingestellt.

## Bevölkerungsentwicklung
Bevölkerungsentwicklung von 1490 bis 2006 siehe (1490 bis 1971 aus dem Historischen Ortslexikon)

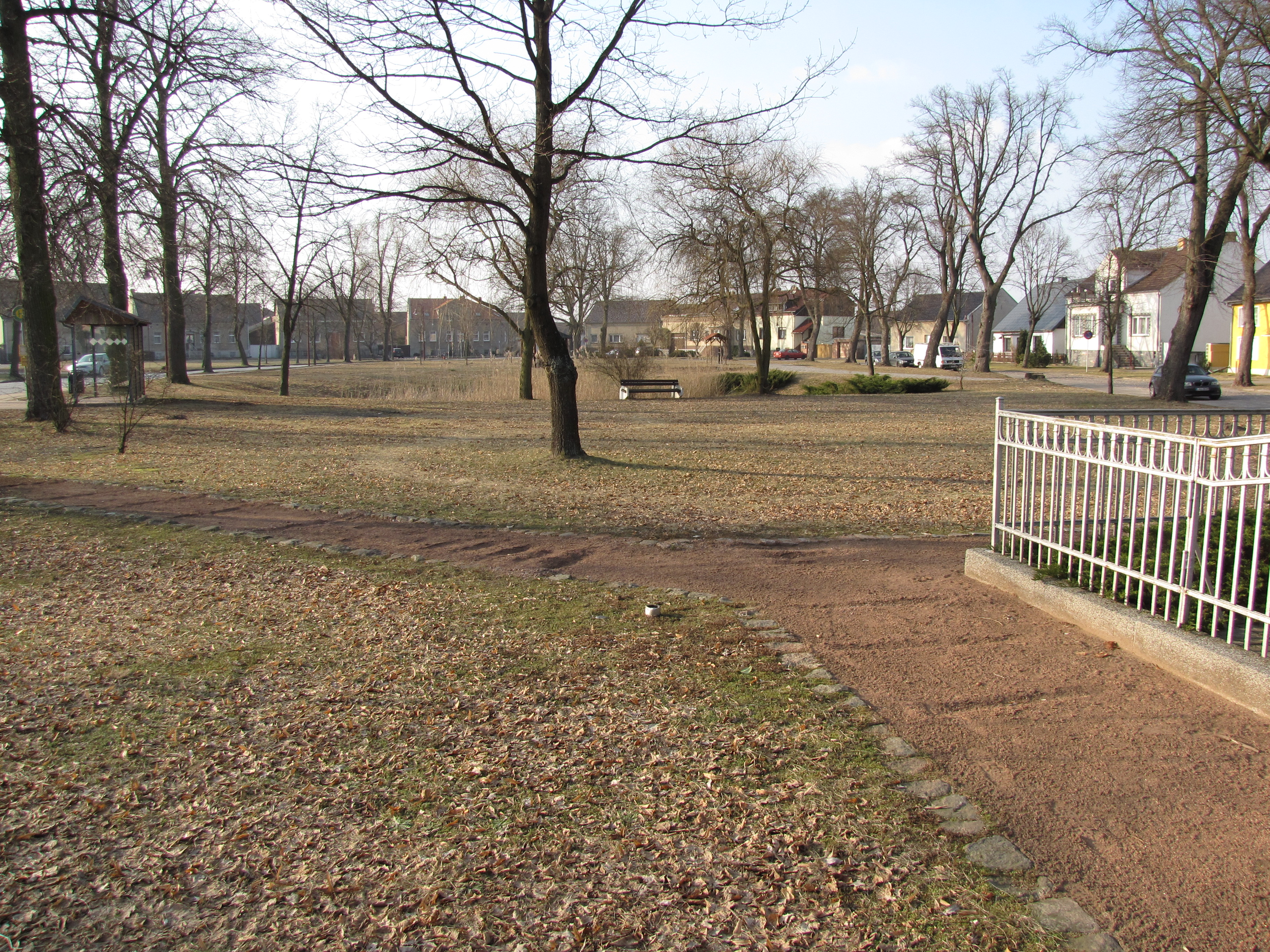
Dorfaue

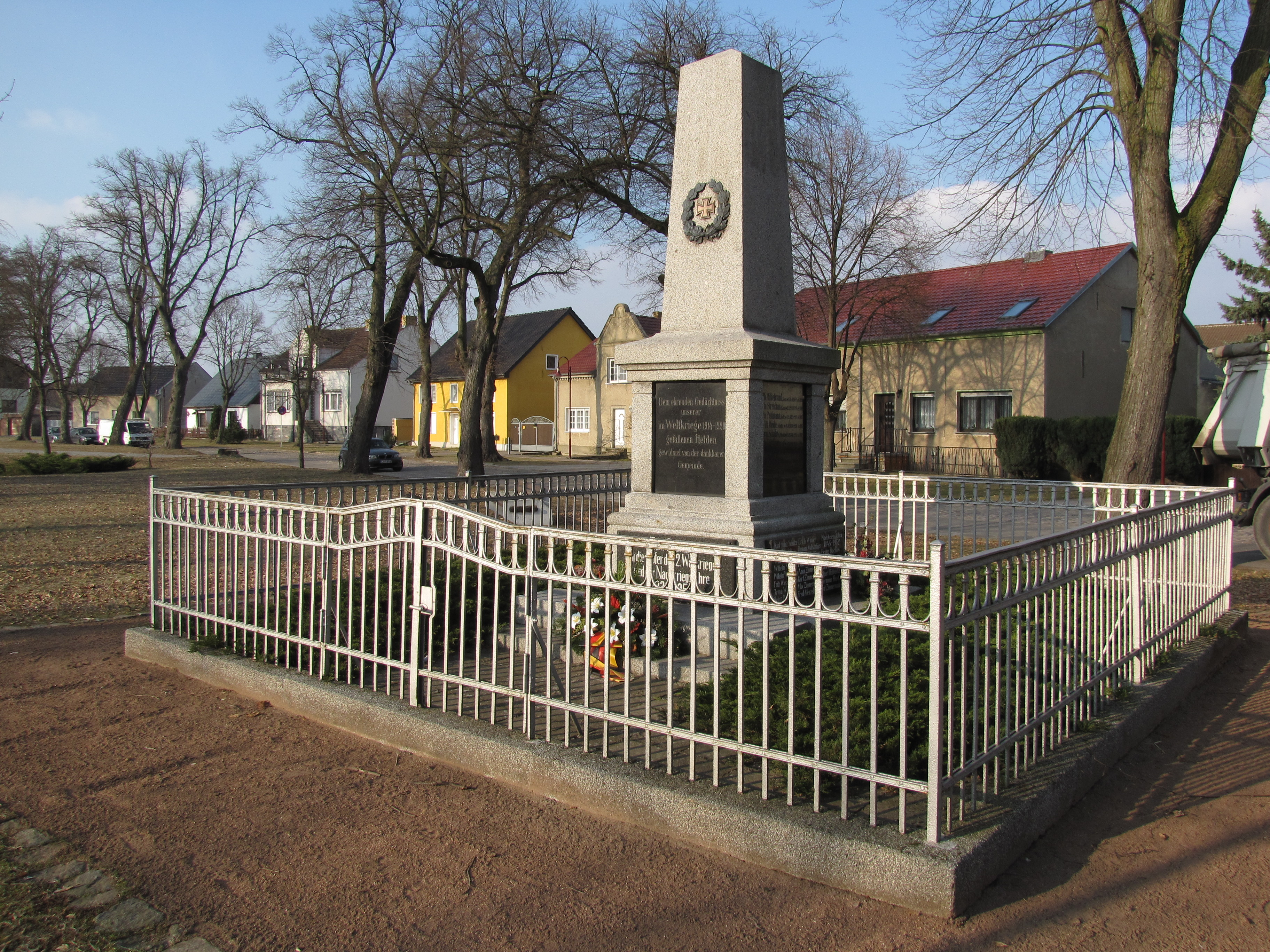
Kriegerdenkmal auf der Dorfaue

| Jahr | Einwohner |
| ---- | --------- |
| 1490 | 100–120 + |
| 1734 | 184       |
| 1772 | 170       |
| 1801 | 219       |
| 1817 | 213       |
| 1840 | 323       |
| 1858 | 412       |
| 1895 | 755       |
| 1925 | 900       |
| 1939 | 867       |
| 1946 | 881       |
| 1964 | 704       |
| 1971 | 670       |
| 2006 | 565       |

+   (17 Hufen, 10 Kossäten)

## Denkmale und Sehenswürdigkeiten

### Baudenkmale
Die Denkmalliste des Landes Brandenburg weist für Schöneiche ein Bauensemble im Schöneicher Plan 2 aus, bestehend aus Wohnhaus, Tor, Kuhstall mit Taubenhaus, Stallgebäude, Scheune, Remise, Hundehütte, Parkmauer, Pflasterung des Hofes und den beiden Zufahrten.

### Bodendenkmale
Die Bodendenkmalliste des Landes Brandenburg von 2009 weist für Schöneiche fünf Bodendenkmale aus:
- Dorfkern (Neuzeit und Mittelalter)
- Rast- und Werkplatz der Steinzeit, eine Siedlung der Urgeschichte
- Siedlung aus der römischen Kaiserzeit und eine weitere vorgeschichtliche Siedlung
- Rast- und Werkplatz aus der Steinzeit, mittelalterliche Siedlung
- Siedlung der Ur- und Frühgeschichte, mittelalterlicher Acker

## Film
- Das Vitamine-Dorf Schöneiche. Dokumentarfilm, Deutschland, 2015, 29:40 Min., Buch und Regie: Sylvia Rademacher, Produktion: rbb, Reihe: rbb Gartenzeit spezial, Erstsendung: 21. Juni 2015 bei rbb, Inhaltsangabe von rbb,  online-Video verfügbar bis 21. Juni 2016.